# Ilūkste (novads)
Ilūkste est un  ancien novads de Lettonie, situé dans la région de Latgale. Créé en 2003, il est supprimé en 2021 et fusionné dans la municipalité d'Augšdaugava.

## Histoire
La municipalité d'Ilūkste (en letton Ilūkstes novads) est créée en 2003  lors de la réforme du rajons de Daugavpils par la fusion des paroisses de Pilskalne, Šēdere, Bebrene et de la ville d'Ilūkste. Elle est élargie en 2009 avec l'absorption des pagasts de Dviete, d'Eglaine et de Subate. En 2010, la zone rurale de Subate est réorganisée en une entité territoriale distincte, la paroisse de Prode.
Elle est divisée en deux villes, Ilūkste et Subate, et six pagasts, Bebrene, Dviete, Eglaine, Pilskalne, Prode et Šēdere. En 2009, sa population est de 9 231 habitants. Après la réforme administrative-territoriale de 2021, elle est supprimée et fusionnée dans la nouvelle municipalité d'Augšdaugava.